# Makak krabożerny
Makak krabożerny, makak krabojad, makak jawajski, makak długoogoniasty (Macaca fascicularis) – gatunek ssaka naczelnego z podrodziny koczkodanów (Cercopithecinae) w obrębie rodziny koczkodanowatych (Cercopithecidae). Jest gatunkiem inwazyjnym. IUCN od 2022 roku klasyfikuje go jako gatunek zagrożony, przed 2020 rokiem był uznawany za gatunek najmniejszej troski.

## Taksonomia
Gatunek zgodnie z zasadami nazewnictwa binominalnego opisał w 1821 roku brytyjski zoolog Thomas Raffles, nadając mu nazwę Simia fascicularis. Miejsce typowe to Bengkulu, na Sumatrze, w Indonezji. Okaz typowy nie jest zachowany; Raffles swój opis najprawdopodobniej oparł na pojedynczym osobniku, być może na dorosłej samicy, który wchodził w skład kolekcji, którą zebrali na Sumatrze dla Rafflesa Pierre Médard Diard i Alfred Duvaucel w okresie od marca 1819 do marca 1820 roku.
M. fascicularis należy do grupy gatunkowej fascicularis. M. fascicularis jest parapatryczny lub marginalnie sympatryczny z M. mulatta dla około 2000 km od południowo-wschodniego Bangladeszu, środkowo-zachodniej Tajlandii i południowego Laosu do środkowego Wietnamu. Podgatunki są rozpoznawane w oparciu o całkowitą (lub prawie całkowitą) nieciągłość w zmienności tych samych cech podgatunku nominatywnego: koloru futra na grzbiecie, góry głowy lub zewnętrznej części uda, bocznego wzoru grzebienia na twarzy, długości głowy w stosunku do długości ciała u dorosłych samców i względną długość ogona dorosłych samców. Forma philippinensis jest odmienna w wyglądzie, ale jest synonimem fascicularis.
Autorzy Illustrated Checklist of the Mammals of the World rozpoznają dziewięć podgatunków. Podstawowe dane taksonomiczne podgatunków (oprócz nominatywnego) przedstawia poniższa tabelka:
| Podgatunek          | Oryginalna nazwa          | Autor i rok opisu               | Miejsce typowe                                                                               | Holotyp |
| ------------------- | ------------------------- | ------------------------------- | -------------------------------------------------------------------------------------------- | --- |
| M. f. atriceps      | Macaca irus atriceps      | Kloss, 1919                     | Wyspa Ko Khram, w pobliżu wyspy Laem Samae, południowo-wschodnia Tajlandia.                  | Skóra i czaszka dorosłego samca (sygnatura USNM:MAMM:236622) ze zbiorów Narodowego Muzeum Historii Naturalnej w Waszyngtonie; okaz zebrał 30 października 1916 roku przez autora opisu. |
| M. f. aurea         | Macacus aureus            | I. Geoffroy Saint-Hilaire, 1831 | Według oryginalnego oposu „Bengal”, ograniczone do Pegu, Mjanma.                             | Lektotyp: zamontowa skóra (w znaturalizowanej pozycji) na wpół dorosłego lub dorosłego samca (sygnatura MNHN-ZM-2005-949) ze zbiorów Muzeum Historii Naturalnej w Paryżu; okaz zebrał prawdopodobnie w latach 1819–1820 Jean-Baptiste Leschenault de La Tour, nabyty przez muzeum w lipcu 1822 roku. |
| M. f. condorensis   | Macaca irus condorensis   | Kloss, 1926                     | Wyspa Côn Sơn, południowy Wietnam.                                                           | Skóra i czaszka dorosłego samca (sygnatura BMNH Mammals 1947.1498) ze zbiorów Muzeum Historii Naturalnej w Londynie; okaz zebrał 20 września 1919 roku Malcolm Smith. |
| M. f. fusca         | Macacus fuscus            | G.S. Miller, 1903               | Lhok Dalam, wschodnie wybrzeże wyspy Simeulue, na zachód od północnej Sumatry, Indonezja.    | Skóra i czaszka dorosłego samca (sygnatura USNM:MAMM:114164) ze zbiorów Narodowego Muzeum Historii Naturalnej w Waszyngtonie; okaz zebrał 20 listopada 1901 roku William Louis Abbott. |
| M. f. karimondjawae | Macaca irus karimondjawae | Sody, 1949                      | Karimunjawa, Morze Jawajskie, Indonezja.                                                     | Skóra (sygnatura RMNH.MAM.10608.b), czaszka i luźne kości (sygnatura RMNH.MAM.10608.a) dorosłego samca ze zbiorów Rijksmuseum van Natuurlijke Historie w Lejdzie; okaz zebrał 28 listopada 1930 roku W. Romswinckel.                                                                                 |
| M. f. lasiae        | Pithecus fuscus lasiae    | Lyon, 1916                      | Wyspa Lasia, 14 mi (23 km) na południowy wschód od wyspy Simeulue, Aceh, Sumatra, Indonezja. | Skóra i czaszka dorosłego samca (sygnatura USNM:MAMM:114248) ze zbiorów Narodowego Muzeum Historii Naturalnej w Waszyngtonie; okaz zebrał 5 stycznia 1902 roku William Louis Abbott. |
| M. f. tua           | Macaca irus tua           | Kellogg, 1944                   | Wyspa Maratua, wyspa u wschodniego wybrzeża Borneo, Borneo Wschodnie, Indonezja.             | Skóra i czaszka dorosłego samca (sygnatura USNM:MAMM:197663) ze zbiorów Narodowego Muzeum Historii Naturalnej w Waszyngtonie; okaz zebrał 21 maja 1913 roku Henry Cushier Raven}. |
| M. f. umbrosus      | Macacus umbrosus          | G.S. Miller, 1902               | Mały Nikobar, Nicobary, Andamany i Nikobary, Indie.                                          | Skóra i czaszka dorosłego samca (sygnatura USNM:MAMM:111795) ze zbiorów Narodowego Muzeum Historii Naturalnej w Waszyngtonie; okaz zebrał 25 lutego 1901 roku. |

### Etymologia
- Macaca: port. macaca, rodzaj żeński od macaco „małpa”; Palmer sugeruje, że nazwa ta pochodzi od słowa Macaquo oznaczającego w Kongu makaka i została zaadaptowana przez Buffona w 1766 roku[91].
- fascicularis: łac. fascicularis „z małą opaską lub paskiem”, od fascia „pasmo, pasek”[92].
- atriceps: łac. ater „czarny”; -ceps „-głowy”, od caput, capitis „głowa”[93].
- aurea: łac. aureus „złoty”, od aurum „złoty”[94].
- condorensis: Pulo Condor (obecnie Côn Son), dawna brytyjska, a następnie francuska stacja handlowa u ujścia rzeki Mekong, w południowym Wietnamie[95].
- fusca: łac. fuscus „ciemny, czarny, brązowy”[96].
- karimondjawae: Karimunjawa, Jawa, Indonezja[57].
- lasiae: Lasia, Sumatra, Indonezja[51].
- umbrosus: łac. umbrosus „cienisty, z cienia”, od umbra „cień”[97].

## Zasięg występowania
Miejsca występowania makaka krabożernego, w zależności od podgatunku:
- M. fascicularis fascicularis – makak krabożerny – południowy Laos, południowy Wietnam, Kambodża, wschodnia i południowa Tajlandia (wraz z przybrzeżnymi wyspami), na południe do półwyspowej części Tajlandii i Malezji, Borneo, Sumatra, Jawa, Bali i większość, ale nie wszystkie, przybrzeżnych wysp, również rozciągające się na archipelag Filipin; prawdopodobnie introdukowany w łańcuchu wysp między Nusa Penida a Timorem
- M. fascicularis atriceps – makak ciemnoczapeczkowy – wyspa Ko Khram Yai, u południowo-wschodnich wybrzeży Tajlandii
- M. fascicularis aureus – makak birmański – południowo-zachodni Bangladesz (półwysep Teknaaf), południowa Mjanma (w tym archipelag Mergui), zachodnio-środkowa Tajlandia i Laos
- M. fascicularis condorensis – makak morski – południowo-wschodni Wietnam (wyspy Côn Sơn i Hòn Bà na Morzu Południowochińskim)
- M. fascicularis fuscus – makak wyspowy – wyspa Simeulue, u wybrzeży północno-zachodniej Sumatry
- M. fascicularis karimondjawae – makak tropikalny – wyspa Karimunjawa i przypuszczalnie w pobliżu wyspy Kemujan, na północ od Jawy
- M. fascicularis lasiae – makak samotny – wyspa Lasia, u wybrzeży północno-zachodniej Sumatry
- M. fascicularis tua – makak przybrzeżny – wyspa Maratua, niedaleko Borneo
- M. fascicularis umbrosus – makak nikobarski – Nikobary (Katchall, Mały Nikobar i Wielki Nikobar)

Gatunek ten został zawleczony przez człowieka w takie miejsca jak wyspa u wybrzeży Celebesu, Papua Zachodnia, Mauritius, Hongkong czy Palau. Według informacji z 2022 roku, populacja w Hongkongu została wytępiona.

## Morfologia
Długość ciała (bez ogona) samic 31,5–54,5 cm, samców 37–63 cm, długość ogona samic 31,5–62,8 cm, samców 36–71,5 cm; masa ciała samic 2,4–5,4 kg, samców 3,4–12 kg. Grzbiet oliwkowy lub brązowozielony, spód białoszary, ręce, nogi i ogon czarne. Prowadzi nadrzewny tryb życia. Potrafi pływać i nurkować. Zjada zarówno pokarmy zwierzęce, jak i roślinne. Żywi się głównie owocami, owadami, małżami i krabami.
Makaki krabożerne są zwierzętami socjalnymi, żyją w stadach od 5 do ponad 60 osobników. Po ciąży trwającej od 167 do 193 dni samica rodzi jedno młode, które po urodzeniu ma czarne futro i waży około 350 g.

## Status zagrożenia
W Czerwonej księdze gatunków zagrożonych Międzynarodowej Unii Ochrony Przyrody i Jej Zasobów został zaliczony do kategorii EN (ang. endangered ‘zagrożony’).